# The Qualitons-diszkográfia
A The Qualitons egy 2008-ban alapult magyar rockzenekar.

## Diszkográfia

### Koncertalbumok
- Soulbeat koncert 1. - koncertalbum (2008)
- Soulbeat koncert 2. - koncertalbum (2008)

### Kislemezek
- Life Awaits - kislemez (2012)
- Stain - kislemez (2014)
- Green to Yellow - kislemez (2018)

### Nagylemezek
- Panoramic Tymes - nagylemez (2010)
- Tomorrow's News - nagylemez (2014)
- Echoes Calling - nagylemez (2018)
- Kexek - nagylemez (2019)